# Xenolite

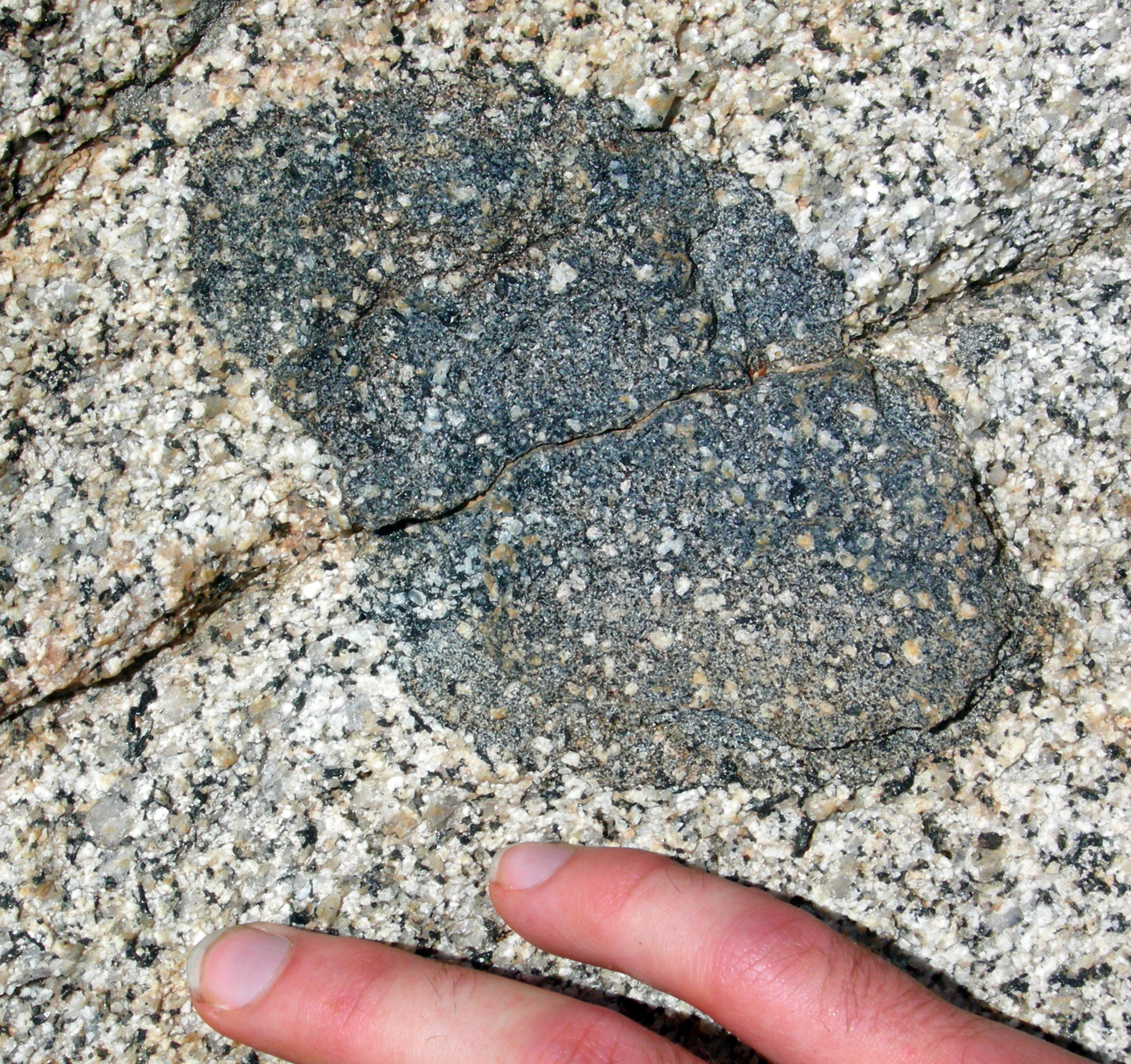

Con xenolite si intende un incluso ultrabasico trasportato in superficie da basalti alcalini continentali o di isola oceanica.
Dagli studi che si possono effettuare sugli xenoliti si può ricavare la velocità minima di risalita del magma necessaria per trascinarlo in superficie. Infatti sapendo che la densità media del magma basaltico alcalino è σ1=2,8 mentre le xenoliti hanno densità σ2=3,4 si ha un contrasto di densità di Δσ=0,6. Ponendo una dimensione dello xenolite di 15 cm e una viscosità del magma intorno ai 350 poise, si ricava che la velocità di risalita minima del magma è di 40–50 cm/s.
In genere le dimensioni medie degli xenoliti suggeriscono una velocità di transito di circa 2 km/h all'interno della litosfera.
Uno xenocristallo è uno xenolite formato da un cristallo singolo.